# مأجوج
مأجوج (بالعبرية: מגוג؛ باليونانية: Μαγωγ) هو ثاني أبناء يافث السبعة المذكورة في أحفاد نوح في سفر التكوين الإصحاح 10. استُخدم الاسم أيضًا في سفر حزقيال 38 في معرض الحديث عن نهاية العالم، الاسم يمكن أن يكون مرتبط أيضًا بقصة يأجوج ومأجوج المذكورة في القرآن.

## في الكتاب المقدس
غالبًا ما يرتبط مأجوج بتقاليد نهاية العالم، خاصةً فيما يتعلق بحزقيال 38 و39 الذي يذكر يأجوج من أرض ماجوج، وهو أمير ماشح وطوبال، وبمرور الوقت أصبح الاسمين مرتبطين ببعضهما البعض «يأجوج ومأجوج». في العهد الجديد يوجد هذا الاقتران في سفر الرؤيا 20: 8.

## وجهات النظر القديمة

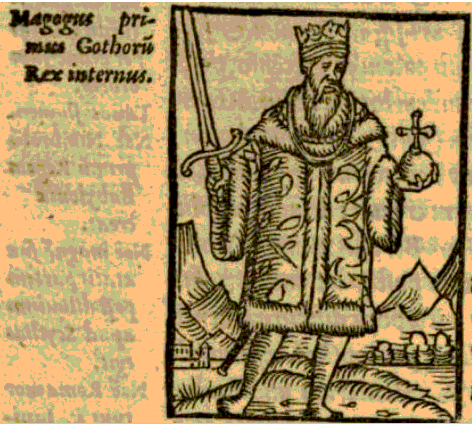
رسم توضيحي لمأجوج كأول ملك للسويد لجوهانس ماغنوس.

يشير يوسيفوس إلى مأجوج بن يافث كجد أكبر للسكوثيين، أو شعوب شمال البحر الأسود. وفقًا للحاخام شلومو جانزفريد فإن مأجوج هو أبو المغول، ويستشهد بالكاتب العربي الذي يشير إلى سور الصين العظيم باسم «مأجوج».
بينما يرى جوهانس ماغنوس بأن مأجوج هاجر إلى الدول الاسكندنافية (عبر فنلندا) بعد 88 عامًا من الفيضان، وأن أبنائه الخمسة كانوا سوينو (جد السويديين)، وجيثار (أو غوغ، جد القوط)، وأوبو (الذين حكموا في وقت لاحق السويديين وبنوا أوبسالا القديمة)، وثور، وجيرمن.

## في الإسلام

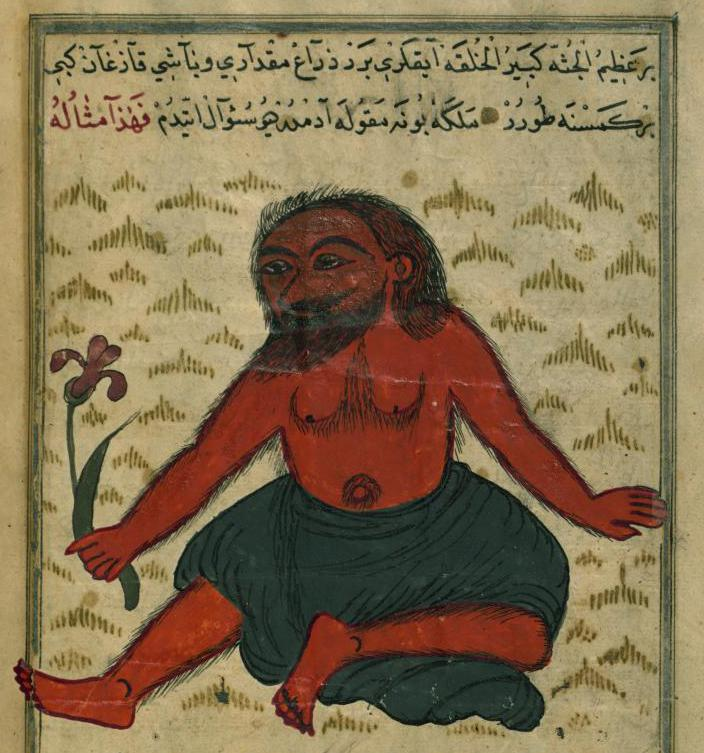
رسم بعنوان "وحش يأجوج ومأجوج"، لمحمد بن محمد شاكر روزماي ناثاني

ورد ذكر «يأجوج ومأجوج» في القرآن الكريم في سورة الكهف خلال قصة ذي القرنين، حيث كانوا أهل فساد وشر وقوة لا يصدّهم شيء عن ظلم من حولهم لقوتهم وجبروتهم، حتى قدم الملك الصالح ذو القرنين، فاشتكى له أهل تلك البلاد ما يلقون من شرهم، وطلبوا منه أن يبني بينهم وبين «يأجوج ومأجوج» سدّاً يحميهم منهم، فأجابهم إلى طلبهم، وأقام ردماً منيعاً من قطع الحديد بين جبلين عظيمين، وأذاب النحاس عليه، حتى أصبح أشدّ تماسكاً، فحصرهم بذلك الردم تحت الأرض. وخروجهم من هذا الردم من علامات الساعة الكبرى.